# Боромля
Боро́мля — село в Україні, у Боромлянській сільській громаді Охтирського району Сумської області. Адміністративний центр однойменної сільської громади. Населення — 4357 осіб.

## Назва
Спочатку село отримало назву Боровня, або Боровля, а пізніше — Боромля. Назва походить від назви річки, яка зустрічається в документах XVI ст. Назва річки складалася з двох слів «бор» і «мла» звідси і утворена назва — Боромля. Річку називали так, бо вздовж її русла простягалися густі ліси (бори) і в долині річки постійно стояла імла, або сутінки.
Є і інше пояснення походження назви, суть якого зводиться до того, що поселенцям постійно доводилося боронити свої землі від нападу різних ворогів, тому першу назву містечка Боровня саме так і можна пояснити[джерело?].

## Географія
Село Боромля розташоване в північно-східній частині України на південь від обласного центру і північніше від районного центру. По селу протікає річка Боромля. Через село проходить автотраса Суми — Полтава (Н12). На відстані 0,5 км розташоване село Першотравневе. За 8 км на північний захід від села Боромля розташована залізнична станція Боромля. Відстань до м. Тростянець — 18 км, до обласного центру м. Суми — 40 км. У селі балка Зеленський Яр впадає у річку Боромлю. Протяжність Боромлі (вздовж дороги Харків — Суми) — 8 км., ширина — 7 км.

## Історія

### Дике поле
Із давніх часів навколо Боромлі збереглося кілька курганів, про які існують різні перекази і легенди. Поблизу Сагайдака, у п'яти верстах від слободи Боромлі, по Лебединській дорозі, знаходиться група курганів, із яких один великий називається Гострою могилою. В шести верстах від села знаходиться Гузева могила. Раніше там було шість малих і один великий курган, що існує і сьогодні. У середині XIX століття на Гузевій могилі ще були рештки від старовинного сторожового посту. На північний захід від Боромлі, в 5-6 верстах, поблизу трьох доріг, знаходиться курган середньої величини без назви.

### Часи заснування
Філарет Д. Г. Гумилевський відносить заснування Боромлі до 1658 року і називає її першими поселенцями черкас на чолі з отаманом Корнієм Васильєвим та з 425 його товаришами. Містечко розташовувалося на Білгородській укріпленій лінії, між Вільним і Олешнею. Вона мала назву міста «не лише за укріпленням», а й «за значну кількість жителів».
Навесні група переселенців оселившись в цих краях, неймовірними зусиллями провели величезну роботу по освоєнню земель, які протягом віків не оброблялися і по суті були цілиною. Будуються будинки, навколо яких зводяться дубова стіна з загостреними догори колодами, викопується рів, а головне зводиться фортифікаційне укріплення. Це вимагало також величезних матеріальних ресурсів. В 1659 році поселенці подали в Москву чолобитну, у якій писали, що місто побудували своїми силами, не одержуючи від царського уряду ніякої платні і що становище їх надзвичайно тяжке. Царський уряд задовольнив прохання поселенців і виділив їм 1706 рублів. На той час — це була дуже велика сума грошей.
У 1659 році за завданням бєлгородського воєводи Іван Скурихін зробив опис містечка. Міські укріплення були досить потужними. Містечко було добре укріплене за мірками того часу і нагадувало собою фортецю (острог). Воно було обнесене двома дубовими стінами з загостреними догори колодами, що з'єднувалися між собою перегородками, а простір між ними було засипано землею. В стінах укріплення розміщувалося чотири вежі, одна з яких була проїжджою, а інші — глухими. Висота дубових стін була більше двох сажнів. Навколо фортеці, що мала протяжність 172 сажні, був викопаний рів глибиною 2 сажні і шириною 3 сажні. За фортецею безпосередньо розташувалось містечко і будинки жителів, які також були оточені дубовою стіною в 1,5 сажні висотою з бруствером і «котками» — великими товстими колодами, що скочували на ворога. У цій стіні було п'ять веж, одна з яких проїжджа. Дубовий частокіл з одною глухою вежею захищав і передмістя, куди вели двоє проїжджих воріт. Протяжність стін навколо укріплення міста і передмістя становила 745 сажнів. Кріпосні стіни оточував рів завдовжки 775 сажнів. Спочатку гарнізон фортеці налічував біля сотні чоловік (сотню), на озброєнні якого було 9 гармат, 450 ядер до них і 24 пуди пороху.
19 грудня 1659 року було виданий царський указ, який узаконював побудоване містечко Боромля і проживання в ній переселенців. Згідно з цією царською грамотою поселенцям відводилися землі: отаману — 15 четей, осавулам — по 13,5 четей, козакам — по 12 четей.
Указом царя Олексія Михайловича від 1 березня 1660 року воєводою містечка було призначено Єрмолая Дурова.

### Подальший розвиток і життя містечка
Населення Боромлі швидко зростало. У 1665 р. тут налічувалося 862 жителі. Через декілька років з часу заснування містечко стало центром розміщення двох сотень, що входили до Охтирського полку. По дві козацькі сотні було лише у полковому місті Охтирці, а також у містечках Боромлі і Котельві.
Населення займалося переважно землеробством та тваринництвом, але основним обов'язком вважалося несення служби государевої по захисту південних кордонів Російської імперії від нападів кримських татар.
За даними на 1864 рік у казеній слободі, центрі Боромлянської волості Охтирського повіту Харківської губернії мешкало 6004 особи (2986 чоловічої статі та 3018 — жіночої), налічувалось 1181 дворове господарство, існували 4 православні церкви, станова квартира, поштова станція, 3 винокурних та селітряний заводи, відбувалось 4 щорічних ярмарки та базари.
З часу виникненням населення її постійно зростало:
| Рік  | Чисельність населення (осіб) |
| 1659 | 425                          |
| 1665 | 868                          |
| 1730 | 4420                         |
| 1750 | 5132                         |
| 1770 | 6791                         |
| 1790 | 7110                         |
| 1810 | 8233                         |
| 1820 | 7785                         |
| 1830 | 7984                         |
| 1850 | 6814                         |
| 1903 | 7500                         |
| 1914 | 11670                        |

У 1915 році у Боромлі народилося 522 дитини.
Події Першої Світової війни, російських інтервенцій 1917—1921, комуністичного Голодомору 1932—1933 рр., та Другої світової війни значно скоротили населення.
Село постраждало внаслідок геноциду українського народу, проведеного урядом СССР 1932—1933.
12 червня 2020 року, відповідно до розпорядження Кабінету Міністрів України № 723-р «Про визначення адміністративних центрів та затвердження територій територіальних громад Сумської області», село увійшло до складу Боромлянської сільської громади.
19 липня 2020 року, в результаті адміністративно-територіальної реформи та ліквідації Тростянецького району, громада увійшла до складу новоутвореного Охтирського району.

### Російсько-українська війна
03 та 05 березня 2022 року село зазнало потужних  авіаударів. Велика кількість будинків у селі Боромля була пошкоджена російською артилерією та авіацією.
26 березня 2022 року українська армія звільнила Боромлянську громаду від російських загарбників, волонтери почали привозити жителям гуманітарну допомогу. 

## Населення
Згідно з переписом УРСР 1989 року чисельність наявного населення села становила 4878 осіб, з яких 2161 чоловік та 2717 жінок.
За переписом населення України 2001 року в селі мешкало 4227 осіб.

### Мова
Розподіл населення за рідною мовою за даними перепису 2001 року:
| Мова       | Чисельність | Відсоток |
| ---------- | ----------- | -------- |
| українська | 4039        | 95,01%   |
| російська  | 199         | 4,68%    |
| білоруська | 5           | 0,12%    |
| вірменська | 3           | 0,07%    |
| румунська  | 3           | 0,07%    |
| інші       | 2           | 0,05%    |
| Усього     | 4251        | 100%     |

## Економіка
На сьогодні на території сільської ради розташовані такі підприємства та установи: сільськогосподарське підприємство ТДВ «Маяк», агрофірма «Семереньки», ТОВ «Нафтогаз-Прима», інкубаторно-птахівниче підприємство, Боромлянська експлуатаційна дільниця Регіонального офісу водних ресурсів у Сумській області, ТОВ «Сантехопт», млин, сільське споживче товариство, ліцей Боромлянскої сільської ради, дитячий садок, сільський Будинок культури, Кіровський клуб, дві бібліотеки, Народний музей історії села Боромля, Амбулаторія загальної практики — сімейної медицини села Боромля, газова дільниця, електропідстанція, ветеринарна дільниця, комунальна установа «Центр надання соціальних послуг», кімната товариства Червоного Хреста.

## Культура
Технологія приготування обрядового напою «Варена» — елемент нематеріальної культурної спадщини України. Напій готують щороку на Проводи або Радоницю (7 день після Великодня), коли збираються на кладовищах поминати рідних.

## Пам'ятки
- Церква Воздвиження Хреста Господнього.
- Паровий млин 1915 р.
- Заказник Лисиця — ландшафтний заказник місцевого значення.
- Група братських могил радянських воїнів на території села.
- «Гармата» — пам'ятка славним козакам Охтирського полку, які 19 грудня 1659 року заснували містечко Боромля.
- Пам'ятник бику-запліднювачу.
- Людино-мотоцикл — унікальна контактна скульптура в стилі постапокаліптичний дизельпанк.
- Боромлянське лозоплетіння — елемент нематеріальної культурної спадщини Сумської області.[12]

## Відомі люди
- Алимов Сергій Якович (29.03.1892 — 29.04.1948) — революціонер. Відомий радянський поет-пісняр. Учасник бойових дій Німецько-радянської війни. Автор слів пісень «По долинам и по взгорьям», «Пути-дороги», «Вася-Василек», «Хороши весной в саду цветочки»…
- Алимов Андрій Якович (1893 — 1965) — епідеміолог. За часів Німецько-радянської війни і до її закінчення був головним епідеміологом Військово-морського флоту, а потім Радянської Армії.
- Базилевич Іван [чернече ім'я — Йов] (31.10.1723 — 02.05.1776) — настоятель Курського Знаменського Богородичного монастиря, ректор Переяславського і Харківського колегіумів, архімандрит, єпископ Переяславський і Бориспільський.
- Базилевич Григорій Іванович (1759 — 1802) — доктор медицини і хірургії, професор терапії і патології.
- Бєлкін Сергій Вікторович — український військовик, учасник російсько-української війни[13].
- Білаш Артур Миколайович — український військовик, учасник російсько-української війни[14].

З Боромлею пов'язане життя декабристів братів Борисових.
- Борисов Андрій Іванович (1798 — 12.10.1854)
- Борисов Петро Іванович (1800 — 12.10.1854)
- Бутрим Віталій Миколайович (1991 р.н.) — український легкотлет, учасник Олімпійських ігор в Англії 2012 року та Олімпійських ігор у Бразилії 2016 року, срібний призер молодіжного чемпіонату Європи-2013 з бігу на 400 метрів, майстер спорту України міжнародного класу.
- Бутрим Яків — командир полку Дієвої армії УНР
- Даль Марія Йоганна (1872 — 1972) — німецький зоолог, арахнолог і канцеролог українського походження.
- Семененко Євгенія Володимирівна (1997—2022) — сержант Збройних сил України, учасниця російсько-української війни, що загинула у ході російського вторгнення в Україну в 2022 році[15].
- Сумцов Микола Федорович (18.04.1854 — 12.09.1922) — український етнограф, фольклорист і літературознавець. Член Чеської Академії наук і мистецтв (з 1899), член-кореспондент Імператорської Санкт-Петербурзької Академії наук (з 1905), академік УАН (з 1919) та ряду слов'янських наукових товариств.
- Федорко Василь Омельянович (2 серпня 1892 — 15 травня 1977) — діяч української діаспори.
- Харченко Ігор Васильович — учасник російсько-української війни, Герой України з врученням ордена «Золота Зірка».
- Шаповалов Іван Михайлович — учасник російсько-української війни, кавалер ордена «За мужність» III ступеня.